# Oxypetalum microphyllum
Oxypetalum microphyllum är en oleanderväxtart som beskrevs av William Jackson Hooker och Arn.. Oxypetalum microphyllum ingår i släktet Oxypetalum och familjen oleanderväxter. Inga underarter finns listade i Catalogue of Life.